# Condado de Lee (Geórgia)
O Condado de Lee é um dos 159 condados do Estado americano de Geórgia. A sede do condado é Leesburg, e sua maior cidade é Leesburg. O condado possui uma área de 938 km², uma população de 24 757 habitantes, e uma densidade populacional de 27 hab/km² (segundo o censo nacional de 2000). O condado foi fundado em 9 de junho de 1825.